# Badener Hallenhandball-Meisterschaften
Die Badener Hallenhandball-Meisterschaften waren die Hallenhandball-Meisterschaften der Stadt Baden AG und Umgebung.

## Modus
Zwischen 1950 und 1953 spielte der Meister der Kategorie A an den  Schweizer Meisterschaften.

## Badener Meister der Kategorie A
| Saison  | Meister                          | Vizemeister  | Resultat | Mannschaften |       |
| ------- | -------------------------------- | ------------ | -------- | ------------ | ----- |
| 1944/45 |                                  |              |          |              |       |
| 1945/46 | MKG Baden I                      | STV Baden II | 10:8     | 6            | [ 1 ] |
| 1946/47 |                                  |              |          |              |       |
| 1947/48 |                                  |              |          |              |       |
| 1949    |                                  |              |          | 5            |       |
| 1949/50 | Kantonale Handelsschule Zürich I | MKG Baden I  | 16:14 P. | 6            | [ 2 ] |
| 1950/51 | STV Baden I                      | MKG Baden I  | 7:7 P.   | 6            | [ 3 ] |

## Meister der Kategorie B
| Saison  | Meister                  | Vizemeister                    | Resultat | Mannschaften |       |
| ------- | ------------------------ | ------------------------------ | -------- | ------------ | ----- |
| 1944/45 |                          |                                |          |              |       |
| 1945/46 | MKG Baden IV             | Kantonale Handelsschule Zürich | 8:4 P.   | 5            | [ 1 ] |
| 1946/47 |                          |                                |          |              |       |
| 1947/48 |                          |                                |          |              |       |
| 1949    |                          |                                |          | 10           |       |
| 1949/50 | MKG Baden III (Junioren) | TSV Neue Sektion Baden         | 8:4      | 14           | [ 2 ] |
| 1950/51 | MKG Baden III            | STV Wettingen I                | 3:3      | 16           | [ 3 ] |

## Meister der Kategorie C
| Saison  | Meister     | Vizemeister   | Resultat  | Mannschaften |       |
| ------- | ----------- | ------------- | --------- | ------------ | ----- |
| 1949/50 | STV Baden V | HC Baden      | 5:3 n. V. | 10           | [ 2 ] |
| 1950/51 | TV Turgi II | TV Gebenstorf | 8:4       | 20           | [ 3 ] |